# Myophonus borneensis
El arrenga de Borneo (Myophonus borneensis) es una especie de ave paseriforme de la familia Muscicapidae.

## Distribución
Es endémico de las selvas de Borneo.

## Estado de conservación
Está ligeramente amenazada por la pérdida de hábitat.